# Reacție Biginelli
Reacția Biginelli este o reacție chimică multi-component utilizată pentru a obține derivați de 3,4-dihidropirimidin-2(1H)-onă 4 din acetoacetat de etil 1, o aldehidă arilică (precum benzaldehidă 2), și uree 3. A fost denumită după chimistul italian Pietro Biginelli.